# Liste der Naturdenkmale in Neuweiler
| Naturdenkmale | Anzahl |
| ------------- | ------ |
| FND           | 0      |
| END           | 5      |
| Gesamt        | 5      |

Die Liste der Naturdenkmale in Neuweiler nennt die verordneten Naturdenkmale (ND) der im baden-württembergischen Landkreis Calw liegenden Gemeinde Neuweiler. In Neuweiler gibt es insgesamt fünf als Naturdenkmal geschützte Objekte, keines ist ein flächenhaftes Naturdenkmal (FND), alle sind Einzelgebilde-Naturdenkmale (END).
Stand: 1. November 2016.

## Einzelgebilde (END)
| Name                     | Bild | Kennung     | Einzelheiten | Position | Fläche Hektar | Datum         |
| ------------------------ | ---- | ----------- | ------------ | -------- | ------------- | ------------- |
| Drei Linden am Friedhof  |      | 82350500005 | Neuweiler    | ⊙        | 0,0           | 22. Okt. 1949 |
| Große Eiche              | BW   | 82350500003 | Neuweiler    | ⊙        | 0,0           | 22. Okt. 1949 |
| Große Linde              | BW   | 82350500004 | Neuweiler    | ⊙        | 0,0           | 22. Okt. 1949 |
| Linde (Gaugenwald)       | BW   | 82350500001 | Neuweiler    | ⊙        | 0,0           | 22. Okt. 1949 |
| Wellingtonie             | BW   | 82350500002 | Neuweiler    | ⊙        | 0,0           | 22. Okt. 1949 |
| Legende für Naturdenkmal |      |             |              |          |               |               |